# Misa de San Gregorio (Diego de la Cruz)
Misa de San Gregorio es una pintura (óleo y dorado con pan de oro sobre madera) de 168 × 168 cm realizado por Diego de Cruz entre 1475 y 1480. Se encuentra en el Museo Nacional de Arte de Cataluña.

## Contexto histórico y artístico
La iconografía de la Misa de San Gregorio se trata de uno de los temas más visitados por la pintura europea del siglo XV. En realidad, se trata de un episodio de la vida del papa Gregorio Magno basado en fuentes apócrifas, un relato legendario aparecido en el siglo XIV, que relataba la crisis de fe sufrida por el pontífice mientras celebraba misa: una duda personal sobre la presencia de Cristo y su transubstanciació en el rito del sacrificio de la Eucaristía. Sorprende, pero, en este caso, la ausencia de referencias arquitectónicas, comunes en todas las imágenes de la época, destinadas a enmarcar espacialmente la escena, con una clara intención de evocar el escenario solemne de la Basílica de la Santa Cruz de Jerusalén, espacio sagrado donde, según la tradición, tuvo lugar la aparición milagrosa del Cristo de Dolores al papa Gregorio mientras decía misa. También era muy habitual encontrar este tipo de iconografía en un contexto funerario, como apoyo visual de la doctrina de la redención de las almas, salvación a la cual aspiraría la imagen -vera effigie- de la donante retratada por Diego de a Cruz.
Procede, quizás, del monasterio jerónimo de Fredesval (Burgos) y es un depósito de la Generalidad de Cataluña (dación Torelló) del año 1994.

## Descripción
La obra revela una dependencia de los modelos y las fórmulas compositivas de Rogier van der Weyden, con una tendencia a acentuar el efectismo dramático de la denominada imago pietatis (o imagen de piedad), al cual contribuye, de manera muy efectiva, la caracterización de unos rostros con una expresión melancólica, casi lánguida. Sobre el altar se puede observar el Cristo con corona de espinas y los arma Christi que recuerdan su pasión. En la parte delantera están las figuras de san Gregorio en el centro y de dos escolanos asistentes, mientras que en el lado derecho de la tabla se halla san Andrés y una dama como donante.